# Уайт, Эдвард Дугласс (старший)
Э́двард Ду́гласс Уа́йт-ста́рший (англ. Edward Douglass White, Sr.; 3 марта 1795, округ Мори, Теннесси — 18 апреля 1847, Новый Орлеан) — американский адвокат, политик, член Палаты представителей США и 10-й губернатор Луизианы.

## Биография

### Ранние годы и образование
Эдвард Дугласс Уайт-старший родился в округе Мори, штат Теннесси, и был незаконнорождённым сыном Джеймса Уайта. Хотя его родители никогда не были женаты, отец признал его, и обстоятельства его рождения не стали препятствием в получении образования и будущих успехах. Ещё мальчиком Уайт переехал с отцом в Луизиану.
В 1815 году Уайт окончил бывший университет Нашвилла, после чего был принят в коллегию адвокатов и занялся юридической практикой в Доналдсонвилле, южнее Батон-Ружа.

### Политическая карьера
В 1825 году губернатор Генри Джонсон, также раньше работавший в Доналдсонвилле, назначил Уайта членом муниципального суда Нового Орлеана. Эту должность он занимал до 1828 года.
В 1829—1834 годах Уайт был членом Палаты представителей США, отслужив три срока. 7 июля 1824 года путём всенародного голосования его избрали губернатором Луизианы, а 2 февраля 1835 года он был приведён к присяге. Во время пребывания Уайта в должности губернатора была узаконена милиция штата, на улицах появилось газовое освещение и был открыт Медицинский колледж Луизианы. Также имела место паника 1837 года, были установлены тарифы на сахар, а банки Нового Орлеана прекратили выдавать платежи звонкой монетой.
4 февраля 1839 года Уайт вышел в отставку и был переизбран в Палату представителей, где служил до 1843 года. Эдвард Дугласс Уайт-старший скончался 18 апреля 1847 года в Новом Орлеане от продолжительной болезни лёгких и был похоронен на католическом кладбище Святого Иосифа в Тибодо, Луизиана.

### Личная жизнь
Уайт был женат на Кэтрин Сидни Ли Рингголд (1817—1885), у них было пятеро детей: Сьюзан Филомена (1838—1914), Джеймс (1841—1917), Элиза Ли (1842—1912), Эдвард Дугласс (1845—1921) и Мэри Сидни (1846—1866). Его сын, Эдвард Дуглас Уайт-младший, был сенатором США от Луизианы и членом Верховного суда США.